# Ewa Demarczyk śpiewa piosenki Zygmunta Koniecznego
Ewa Demarczyk śpiewa piosenki Zygmunta Koniecznego – album studyjny Ewy Demarczyk wydany w 1967 przez wytwórnię płytową Polskie Nagrania „Muza”; album zdobył tytuł platynowej płyty za sprzedaż ponad 100 tysięcy egzemplarzy.
Album był wielokrotnie wznawiany na nośniku kompaktowym, jednak wydania te nie posiadały autoryzacji Ewy Demarczyk. W 1999 ukazała się jedyna autoryzowana wersja CD z bonusową płytą, zawierającą materiał z singla wydanego w 1963.
W 2023 nagrania uzyskały certyfikat potrójnie platynowej płyty.
Reżyserem nagrania był Antoni Karużas, zaś operatorem dźwięku Janusz Pollo. Autorem okładki był Marek Karewicz. 

## Lista utworów
Opracowano na podstawie materiału źródłowego.
1. „Karuzela z madonnami” (sł. Miron Białoszewski)
2. „Garbus” (sł. Bolesław Leśmian)
3. „Tomaszów” (sł. Julian Tuwim)
4. „Grande Valse Brillante” (sł. Julian Tuwim)
5. „Jaki śmieszny” (sł. Wincenty Faber)
6. „Taki pejzaż” (sł. Andrzej Szmidt)
7. „Wiersze wojenne” (sł. Krzysztof Kamil Baczyński)
8. „Pocałunki” (sł. Maria Pawlikowska-Jasnorzewska)
9. „Czarne anioły” (sł. Wiesław Dymny)
10. „Groszki i róże” (sł. Julian Kacper i Henryk Rostworowski)
11. „Deszcze” (sł. Krzysztof Kamil Baczyński)